# NGC 483
NGC 483 je spirální galaxie v souhvězdí Ryb. Její zdánlivá jasnost je 13,2m a úhlová velikost 0,7′ × 0,7′. Je vzdálená 215 milionů světelných let, průměr má 45 000 světelných let. Galaxii objevil 11. listopadu 1827 John Herschel.